# Зализничное (Конотопский район)
Зализничное (укр. Залізничне) — посёлок,
Присеймовский сельский совет,
Конотопский район,
Сумская область,
Украина.
Код КОАТУУ — 5922086902. Население по переписи 2001 года составляло 45 человек.

## Географическое положение
Посёлок Зализничное находится в урочище Жуково на расстоянии в 4 км от правого берега реки Сейм.
Через посёлок проходит железная дорога, ветка Конотоп-Шостка, станция Мельня.
К посёлку примыкают сёла Черноплатово и Мельня.

## Происхождение названия
С украинского языка Зализничное переводится как Железнодорожное.